# 北新建材
北新建材（全称北新集团建材股份有限公司；深交所：000786）是中国北京市一家生产轻质建材、防水建材的上市公司，总部位于昌平区未来科学城。

## 历史
北新建材最早可追溯到1979年原国家建材总局投资兴建的新型建筑材料生产基地，曾采用北京新型建筑材料试验厂、北京新型建筑材料厂、北京新型建筑材料总厂等名称。
1996年12月，国家经济贸易委员会和国家建筑材料工业局联合发文，更名为北新建材（集团）有限公司，改制为国有独资公司。北新建材在全国范围内拥有56家全资、控股、参股和联营企业，经营石膏板及石膏制品、轻钢龙骨、岩棉制品、化学建材制品以及金属板材制品等系列产品。
1997年6月6日，北新建材在深交所上市。
2010年，北新建材迁离西三旗老厂区，2017年11月1日将总部迁至未来科学城北新中心A座。
2019年，北新建材通过重组并购进入防水材料业务领域。
2023年，北新建材出资40.74亿元收购嘉宝莉集团78.34%的股权，并购后嘉宝莉化工集团股份有限公司变更为北新嘉宝莉涂料集团股份有限公司。

## 旗下品牌
- 龙牌
- 泰山
- 嘉宝莉